# Aniseres piceus
Aniseres piceus là một loài tò vò trong họ Ichneumonidae.